# Adam Fiok
Adam Jan Fiok (ur. 24 czerwca 1933 w Warszawie, zm. 4 września 2000 tamże) – polski elektronik i metrolog, profesor zwyczajny Politechniki Warszawskiej.

## Życiorys
Syn Stanisława i Marii z Marszałkowskich. W 1951 zdał maturę w Państwowym Gimnazjum i Liceum im. Władysława IV w Warszawie, a następnie rozpoczął studia na Wydziale Elektrycznym Politechniki Warszawskiej, po roku przeniósł się na Wydział Łączności. W 1955 uzyskał tytuł inżyniera łączności, a w 1959 magistra inżyniera łączności o specjalności radiotechnika. W 1964 na Wydziale Łączności obronił pracę doktorską pt. "Analiza biernych filtrowych metod pomiaru parametrów rezonatorów kwarcowych".
Od 1954 był zawodowo związany z Politechniką Warszawską, początkowo jako zastępca asystenta, następnie jako asystent, a od 1959 jako starszy asystent. W 1964 został adiunktem, a w 1974 uzyskał habilitację przedstawiając na Wydziale Elektroniki pracę pt. "Transmisyjne metody pomiaru dwójników wielorezonansowych". Od 1974 był docentem, w 1991 otrzymał tytuł naukowy profesora i pracował na stanowisku profesora nadzwyczajnego. W 1999 przeszedł na emeryturę, ale pozostał czynny zawodowo na część etatu jako profesor zwyczajny.
Pochowany na Cmentarzu Wojskowym na Powązkach (AII-6-20).
Jego żoną była Krystyna Ważyńska-Fiok (1934-1994), profesor nadzwyczajny automatyki i niezawodności transportu, wicedyrektor Instytutu Transportu Politechniki Warszawskiej.

## Przebieg pracy zawodowej
Pracę rozpoczął w Katedrze Urządzeń Radiotechnicznych, a po reorganizacji uczelni w Instytucie Radiotechniki, a dokładnie w podlegających mu w Zakładach: Telewizji, Radiokomunikacji, Elektroakustyki i Miernictwa Piezoelektrycznego. W 1975 został zastępcą dyrektora Instytutu Radioelektroniki ds. dydaktycznych, od 1978 przez cztery lata kierował Zakładem Elektroakustyki. W 1984 ponownie został zastępcą dyrektora, tym razem do spraw nauki, w latach 1985-1997 kierował Zakładem Miernictwa Piezoelektrycznego.
Adam Fiok specjalizował się w miernictwie radioelektronicznym, a szczególnie w modelowaniu oraz teorii i zastosowaniu transmisyjnych metod pomiarów dwójników rezonansowych. Większość publikacji i referatów naukowych poświęcił modelowaniu i pomiarom. Wypromował pięciu doktoratów oraz był opiekunem ponad stu prac dyplomowych inżynierskich i magisterskich.
Stworzył i przez wiele lat kierował zespołem naukowo-badawczym, którego zadaniem było opracowywanie i wdrażanie metod i systemów pomiarowych stosowanych w różnych obszarach radioelektroniki m.in.: budowa na początku lat 60. cyfrowych mierników częstotliwości i fazy; stworzenie pod niech lat 60. unikalnego systemu do badań jonosfery przez pomiar zmian częstotliwości sygnałów sztucznych satelitów Ziemi; opracowanie w latach 1974-1991 grupy systemów pomiarów rezonatorów kwarcowych w fazie produkcji, a następnie systemów do homologacyjnych pomiarów urządzeń radiokomunikacyjnych.

## Publikacje
Adam Fiok opublikował ponad 120 prac naukowych oraz cztery książek:
- "Telewizja — podstawy ogólne" WKiŁ (1992 i 1997),
- "Mała encyklopedia metrologii", WNT 1989 (koordynator i autor),
- "Obliczanie wzmacniaczy i generatorów mocy wielkiej częstotliwości" WNT 1971 (współautor),
- "Podstawy telewizji" WPW 1983, (skrypt).

## Członkostwo
- sekretarz naukowy (1987-89) i wiceprzewodniczący (1989-95) Komitetu Metrologii i Aparatury Naukowej PAN;
- członek Rady Generalnej i Kolegium Redakcyjnego kwartalnika "Measurement", w ramach IMEKO (Międzynarodowej Konfederacji Pomiarów);
- inicjator, założyciel, w latach 1989-1998 przewodniczący, od 1998 przewodniczący honorowy Komitetu Technicznego TC-4 IMEKO (dotyczącego pomiarów wielkości elektrycznych);
- wiceprzewodniczący POLSPAR (Polskie Stowarzyszenie Pomiarów Automatyki i Robotyki) i przewodniczący Komitetu Pomiarów (1992-2000).
- członkiem i v-przewodniczącym (1993-96) Zarządu Oddziału Warszawskiego PTETiS.
- działacz w Związku Nauczycielstwa Polskiego, jeden z inicjatorów i wiceprzewodniczący Sekcji Nauki ZNP[4].

## Odznaczenia
- Złoty Krzyż Zasługi (1975),
- Krzyż Kawalerski Orderu Odrodzenia Polski (1984),
- Medal Komisji Edukacji Narodowej (1976),
- Złota Odznaka "Zasłużony dla Politechniki Warszawskiej".

W uznaniu działalności naukowej, dydaktycznej i organizacyjnej otrzymywał nagrody Ministra Nauki i Szkolnictwa Wyższego i Ministra Edukacji Narodowej (1972, 1975, 1986 i 1992) oraz liczne nagrody Rektora Politechniki Warszawskiej i NOT.